# Kalapatti
Kalapatti (o Kalapet) è una suddivisione dell'India, classificata come town panchayat, di 22.089 abitanti, situata nel distretto di Coimbatore, nello stato federato del Tamil Nadu. In base al numero di abitanti la città rientra nella classe III (da 20.000 a 49.999 persone).

## Geografia fisica
La città è situata a 11° 04' 18 N e 77° 02' 26 E.

## Società

### Evoluzione demografica
Al censimento del 2001 la popolazione di Kalapatti assommava a 22.089 persone, delle quali 11.388 maschi e 10.701 femmine. I bambini di età inferiore o uguale ai sei anni assommavano a 2.080, dei quali 1.063 maschi e 1.017 femmine. Infine, coloro che erano in grado di saper almeno leggere e scrivere erano 15.885, dei quali 8.895 maschi e 6.990 femmine.